# Powiat Calau

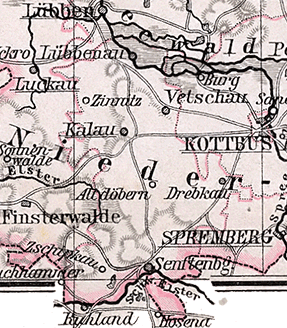
Powiat w 1905

Powiat Calau (niem. Landkreis Calau, Kreis Calau) – były powiat w pruskiej rejencji frankfurckiej, w prowincji Brandenburgia. Istniał w latach 1818–1950. Teren dawnego powiatu leży obecnie w kraju związkowym Brandenburgia, w powiecie Oberspreewald-Lausitz.
1 stycznia 1945 w skład powiatu wchodziło:
- pięć miast: Calau, Drebkau, Lübbenau/Spreewald, Senftenberg i  Vetschau/Spreewald
- 127 innych gmin

Siedzibą powiatu i miejscowego landratu było Calau.